# Gabriele Wohmann
Gabriele Wohmann (Darmstadt, 1932 - 22 de juny de 2015) va ser una escriptora alemanya.
Va estudiar germanística i música a Frankfurt i va ser professora durant un temps a l'illa de Langeoog. La seva obra critica les servituds de la vida quotidiana i de la família.

## Obra

### Reculls de narracions
- Mit einem Messer (‘Amb un ganivet’, 1958)
- Selbstverteidigung (‘Autodefensa’, 1971)

### Novel·la
- Schönes Gehege (‘Bell clos', 1975)
- Früherbst in Badenweiler (‘Principi de tardor a Badenweiler’, 1978)
- Ausflug mit der Mutter (‘Excursió amb la mare’, 1976), de caràcter autobiogràfic.